# NBA Clutch Player of the Year Award

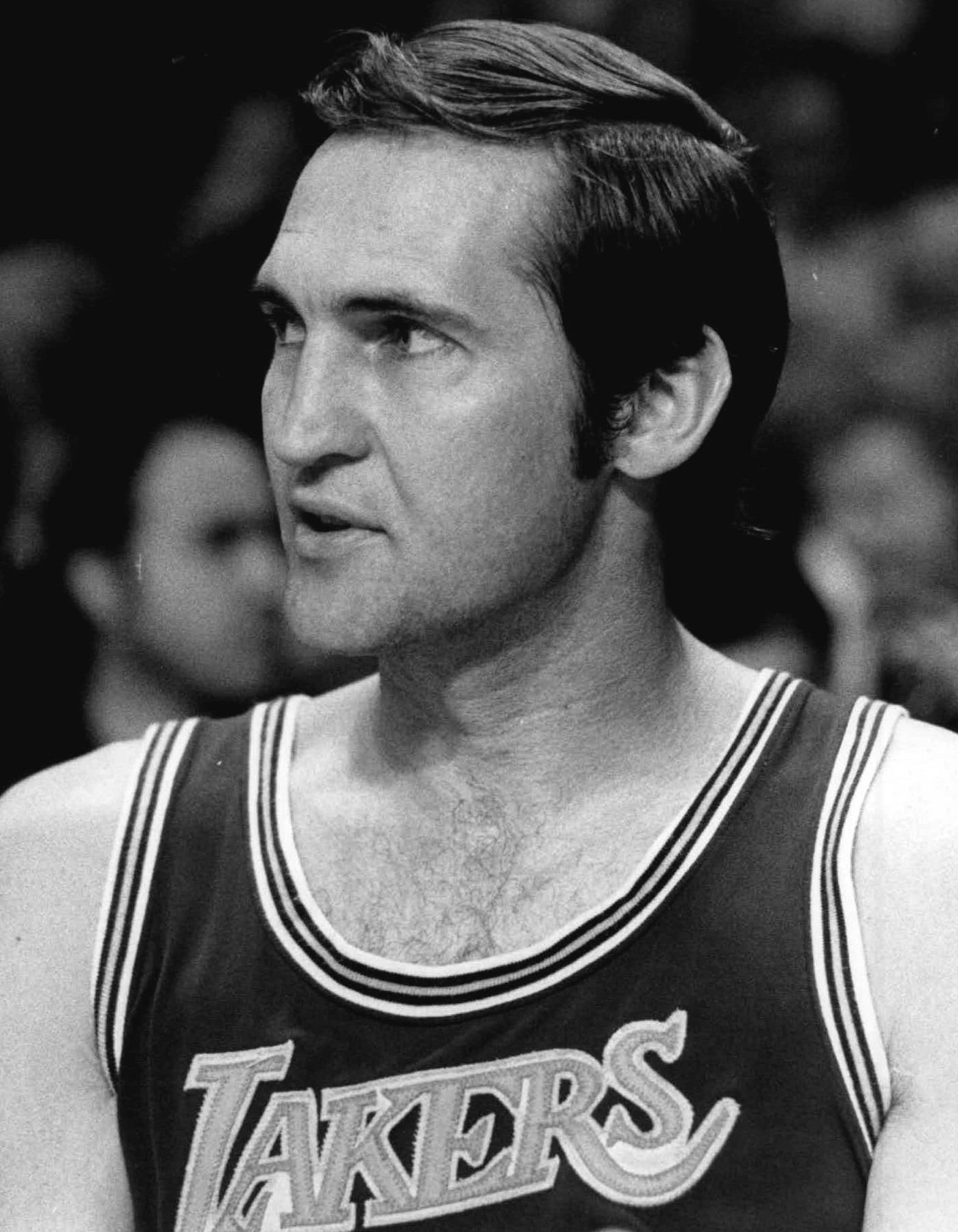
Jerry West dá nome ao prêmio. O lendário armador do Lakers, é considerado um dos jogadores mais "clutchs" da história.

O Jerry West NBA Clutch Player of the Year Award (em português: Prêmio Jerry West de Jogador Mais Decisivo da NBA) é uma honra concedida a um jogador da National Basketball Association (NBA) que "melhor se destaca por seus companheiros de equipe no clutch time (momentos decisivos)". O prêmio leva o nome de Jerry West, que tinha a reputação de ser um jogador extremamente eficaz nos momentos decisivos quando jogou pelo Los Angeles Lakers. Apesar de a NBA ter uma métrica oficial para o "clutch time" que abrange o período dos cinco minutos finais de um jogo em que a diferença esteja em 5 pontos ou menos, além do tempo de prorrogação, quando necessário, o prêmio é votado por membros da mídia com base nas indicações dos treinadores principais da NBA. O jogador que tiver o maior número de votos em 1º lugar leva o Troféu Jerry West. A temporada de estreia do prêmio foi a temporada de 2022-23.
O primeiro vencedor do prêmio foi De'Aaron Fox, armador do Sacramento Kings. Disputaram com ele na final DeMar DeRozan, ala-armador do Chicago Bulls e Jimmy Butler, ala-armador do Miami Heat.  

## Vencedores

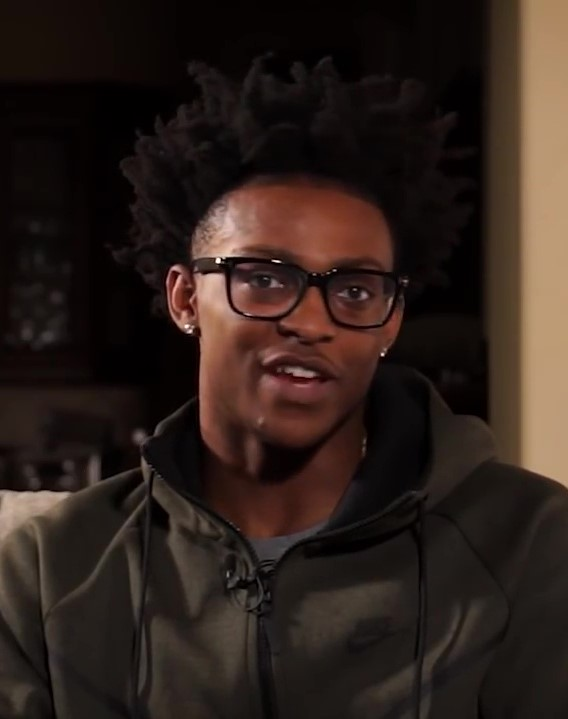
De'Aaron Fox, do Sacramento Kings, foi o primeiro vencedor do Troféu Jerry West de Jogador mais decisivo da temporada

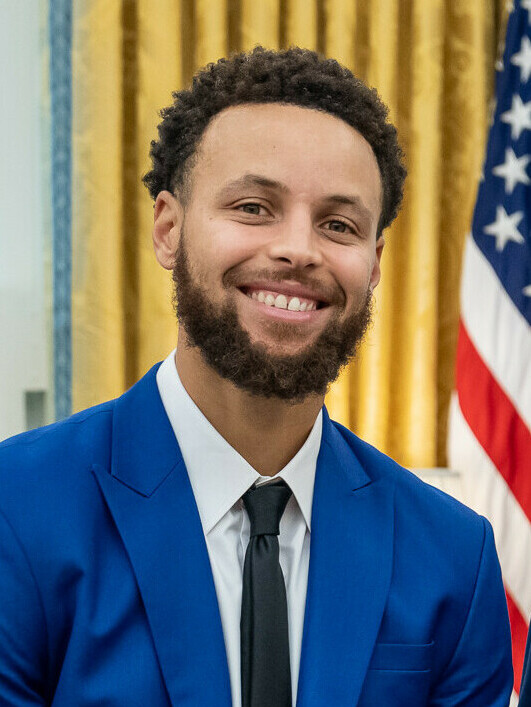
Stephen Curry, do Golden State Warriors, foi o segundo jogador na história a vencer o prêmio.

|             | Jogador ainda ativo na NBA                                           |
|             | Jogador integrante Naismith Memorial Basketball Hall of Fame         |
| Negrito     | Jogador incluso na lista dos 75 grandes jogadores da história da NBA |
| Jogador (X) | Denota o número de vezes que o jogador recebeu o prêmio              |
| Time (X)    | Denota o número de vezes que um jogador deste time recebeu o prêmio  |

| Ano  | Jogador       | Posição | Nacionalidade  | Time                  |
| ---- | ------------- | ------- | -------------- | --------------------- |
| 2023 | De'Aaron Fox  | Armador | Estados Unidos | Sacramento Kings      |
| 2024 | Stephen Curry | Armador | Estados Unidos | Golden State Warriors |
| 2025 | Jalen Brunson | Armador | Estados Unidos | New York Knicks       |